# Staatliche Alecu-Russo-Universität Bălți
Die Staatliche Alecu-Russo-Universität Bălți (rumänisch Universitatea de Stat «Alecu Russo» din Bălți; russisch Бельцкий государственный университет имени Алеку Руссо) ist eine Universität in der moldauischen Stadt Bălți. Sie ist nach dem moldauischen Schriftsteller Alecu Russo benannt.

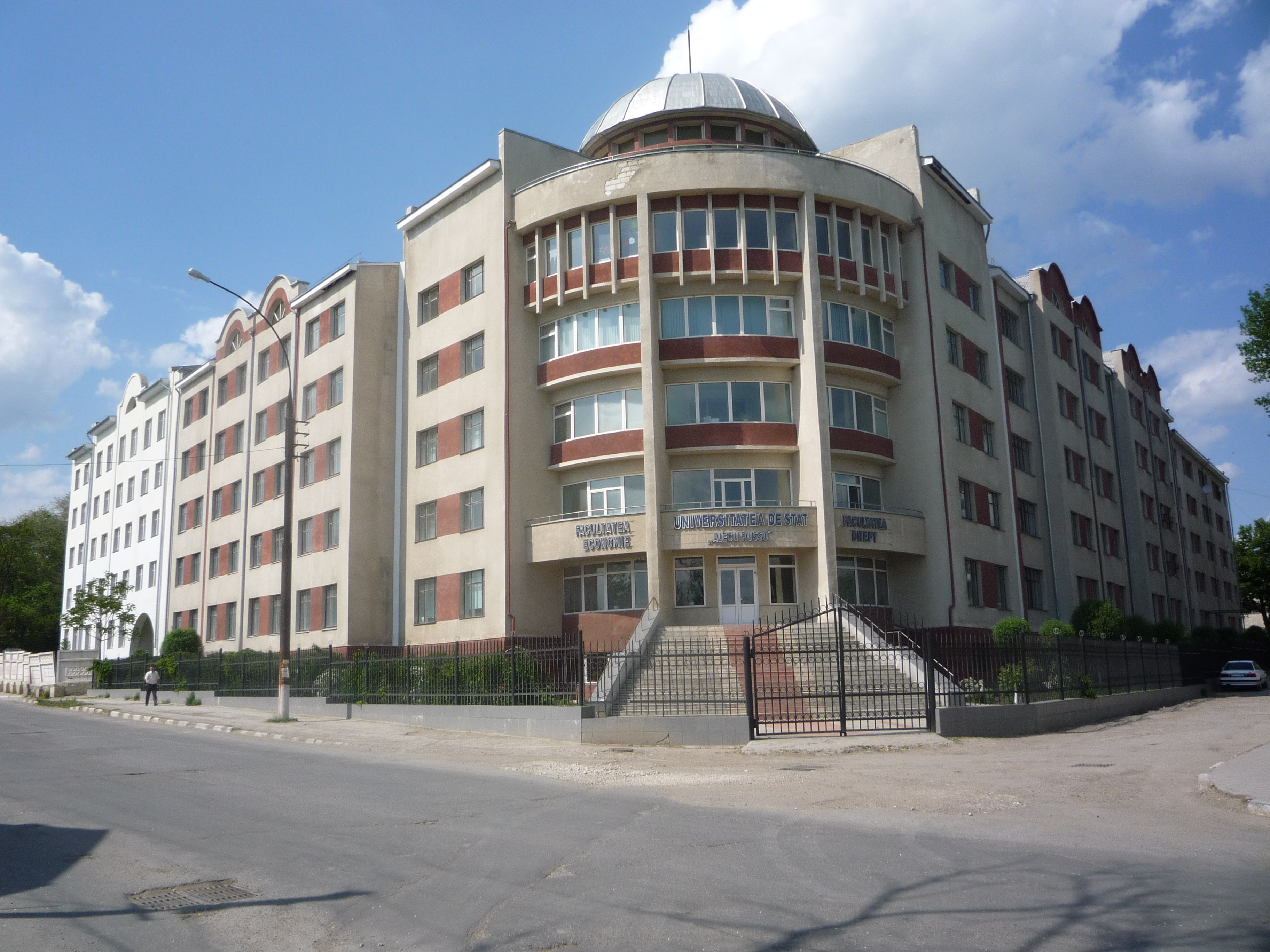
Fakultätsgebäude in Bălți

## Geschichte

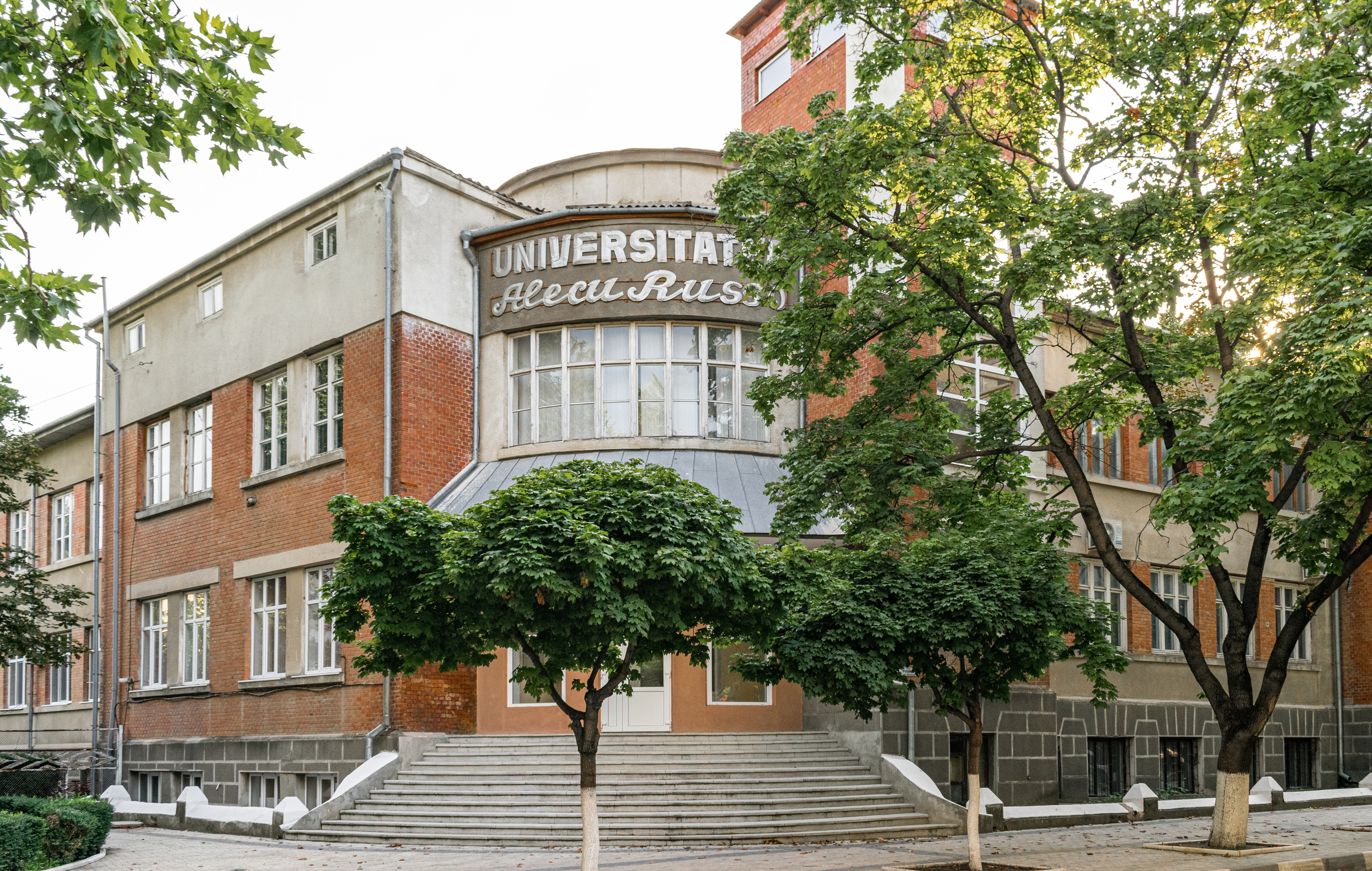
Das denkmalgeschützte Rektoratsgebäude der Universität

Die Universität wurde während der Zugehörigkeit des Landes zur Sowjetunion gegründet und trug zunächst den Namen „Staatliches Pädagogisches Institut“. Seit 1992 trägt sie ihren heutigen Namen. Die Universität deckt heute ein breites Spektrum an Studiengebieten ab und verfügt über eine wissenschaftliche Bibliothek. Die Ausbildung erfolgt in der Regel auf Russisch und Rumänisch.

## Mit der Universität verbundene Personen
- Israel Gohberg (1928–2009), sowjetisch-israelischer Mathematiker, in den 1950er-Jahren an der Universität tätig; später Ehrendoktor[4]
- Nelli Kossko (* 1937), russlanddeutsche Schriftstellerin, ehemalige Dozentin
- Vasile Sănduleac (* 1971), Schachspieler, studierte an der Universität Informatik[5]
- Vadim Vacarciuc (* 1972), ehemaliger Gewichtheber und heutiger Sportler, Absolvent der Universität
- Renato Usatîi (* 1978), moldauischer Politiker, Absolvent